# 서울 보타사 금동보살좌상
서울 보타사 금동보살좌상(서울 普陀寺 金銅菩薩坐像)은 대한민국 서울 보타사에 있는, 금동(金銅)으로 만든 보살 좌상이다. 조선시대에 만들어졌으며, 2006년에 서울특별시의 유형문화재로 지정되었다가, 2014년 3월 11일 대한민국의 보물 제1818호로 승격되었다.

## 개요
이 상은 조선시대의 금동관음보살상으로 현재 보타사 요사채의 유리를 부착한 장방형의 불감(佛龕)내에 봉안되어 있다. 왼발을 나무로 보수하여 다리부분에 붙여 놓은 것과 보계가 없어진 것을 제외하고는 보관상태는 양호한 편이다. 보살은 천의를 입고 보관을 쓰고 정병을 들고 목걸이, 팔찌, 완천(腕釧), 영락장식을 하고 있어 일반 관음보살상과 다를 바가 없지만, 오른쪽 다리를 구부려 무릎을 위로 올리고 왼쪽 다리는 의자에 앉은 유희좌(遊戱坐)를 취하는 점이 특징적이다.
보타사 금동관음보살좌상은 기록이 남아있지 않아 언제 조성되었는지 알 수 없지만 양식적 특징을 볼 때 15~16세기 비교를 통하여 대체로 15세기 후반에서 16세기 전반의 양식적 특징을 드러내고 있다. 얼굴에 살이 많고 조각 면이 넓으며 입이 작고 턱 부분이 약화된 얼굴표현은 금강산 출토 금동아미타삼존불좌상(1429년,평양력사박물관)을 비롯하여 수종사석탑출토 금동불좌상(1459-1493, 국립중앙박물관), 무위사목조아미타삼존불좌상(1478년)등 15세기 불상과 친연성이 있으며, 특히 1501년 기림사성보박물관소장 건칠보살좌상과 가장 유사한 특징을 보여준다. 따라서 조성연대는 빠르면 15세기 후반, 늦어도 16세기 전반 경에 조성된 것으로 추정된다.
보타사 관음보살좌상은 현재 드물게 남아있는 조선초기의 유희좌보살상으로 보물 제415호로 지정된 1501년 기림사 유희좌건칠보살좌상과 유사한 양식을 보여주는 작품이다. 조각 수준도 높을 뿐 아니라 보존상태도 양호하며, 양식적으로 볼 때 15세기 후반~16세기 전반경의 불상들과 친연성을 보여주고 있는 상으로 고려 말 조선 초의 윤왕좌 유희좌상의 양식적 계보를 잇는 매우 귀중한 작품이다. 이에 시 유형문화재로 지정, 보호할 필요가 충분하다고 판단된다.

## 보물 승격 사유
《서울 보타사 금동보살좌상》(서울 普陀寺 金銅菩薩坐像)은 왼쪽 다리는 아래로 내려 바닥을 딛고 오른쪽 다리의 무릎을 세워 앉는 유희좌(遊戱座)의 자세를 취하고 있다. 이러한 유희좌는 중국 북송대부터 유행하여 한국에서는 고려 후기에 유행하기 시작하여 조선 초기까지 이어졌다.
통통한 뺨, 반개한 눈, 작고 아름다운 입술 등에서 여성적인 면모가 느껴지는 보살상의 얼굴 표현과 조선 전기 금동상으로는 규모가 큰 점에서 조선초 왕실이나 지배층이 발원한 상으로 판단된다. 어깨에 천의(天衣)를 숄처럼 걸치고 그 한자락을 수직으로 늘어뜨리고 있는데, 국보 제221호 평창 상원사 목조문수동자좌상 등 조선 초기 보살상에서 볼 수 있는 착의법이다. 또한 이 상은 보존상태가 양호할 뿐 아니라 조선 초기에 중앙에서 유행했던 귀족적인 보살상 형식을 보여 주는 예로, 조선시대 불교조각 연구에 중요한 자료로 꼽힌다.

## 문화재 지정 연혁
2006년 9월 14일 서울특별시의 유형문화재 제216호 보타사 금동관음보살좌상(普陀寺 金銅觀音菩薩坐像)으로 지정되었다가, 2009년 6월 4일 보타사 금동 보살좌상(관음보살)(普陀寺 金銅 菩薩坐像(觀音菩薩))로 문화재 지정명칭이 변경되었다가, 문화재청장이 2014년 1월 13일 국가지정문화재(보물)로 지정 예고절차를 거쳐, 2014년 3월 11일 대한민국의 보물 제1818호 서울 보타사 금동보살좌상로 지정되었다.

## 같이 보기
- 보타사
- 경주 기림사 건칠보살반가상 - 보물 제415호
- 서울 보타사 마애보살좌상 - 보물 제1828호
- 개운사

## 참고 자료
- 서울 보타사 금동보살좌상 - 국가유산청 국가유산포털